# Würgassen
Würgassen ist ein südöstlicher Ortsteil der Stadt Beverungen im ostwestfälischen Kreis Höxter in Nordrhein-Westfalen (Deutschland). Würgassen liegt am rechten Weserufer und ist in unmittelbarer Nähe zu den Städten Bad Karlshafen, Beverungen und der Gemeinde Lauenförde gelegen. Gegenüber von Würgassen, auf der anderen Weser-Seite, liegt der Ort Herstelle, der ebenfalls zur Gemeinde Beverungen gehört.
Im Ort befindet sich das 1995 stillgelegte Kernkraftwerk Würgassen.
Im Ortsteil Würgassen leben rund 850 Einwohner.

## Geographische Lage

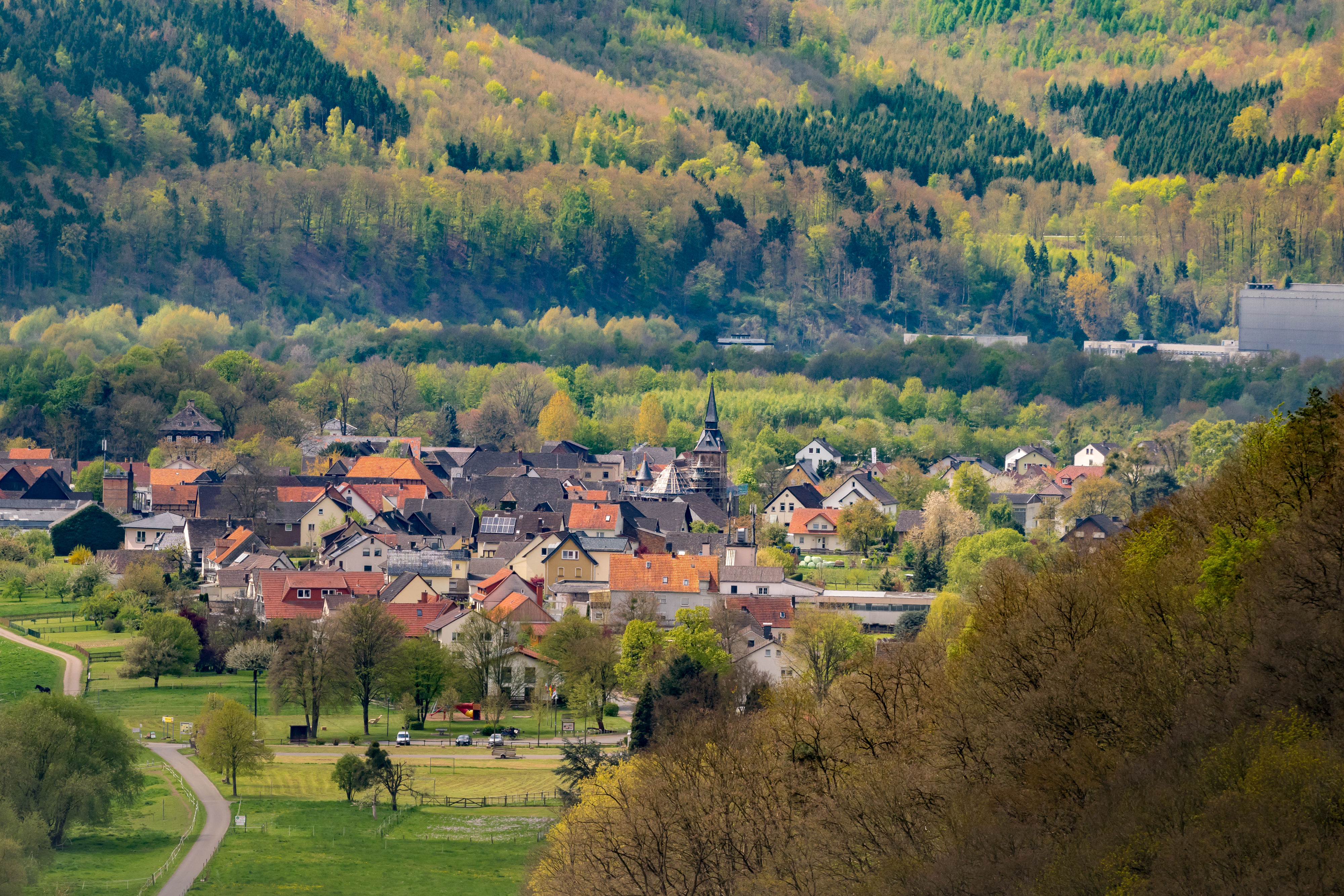
Blick vom Weser-Skywalk auf Würgassen

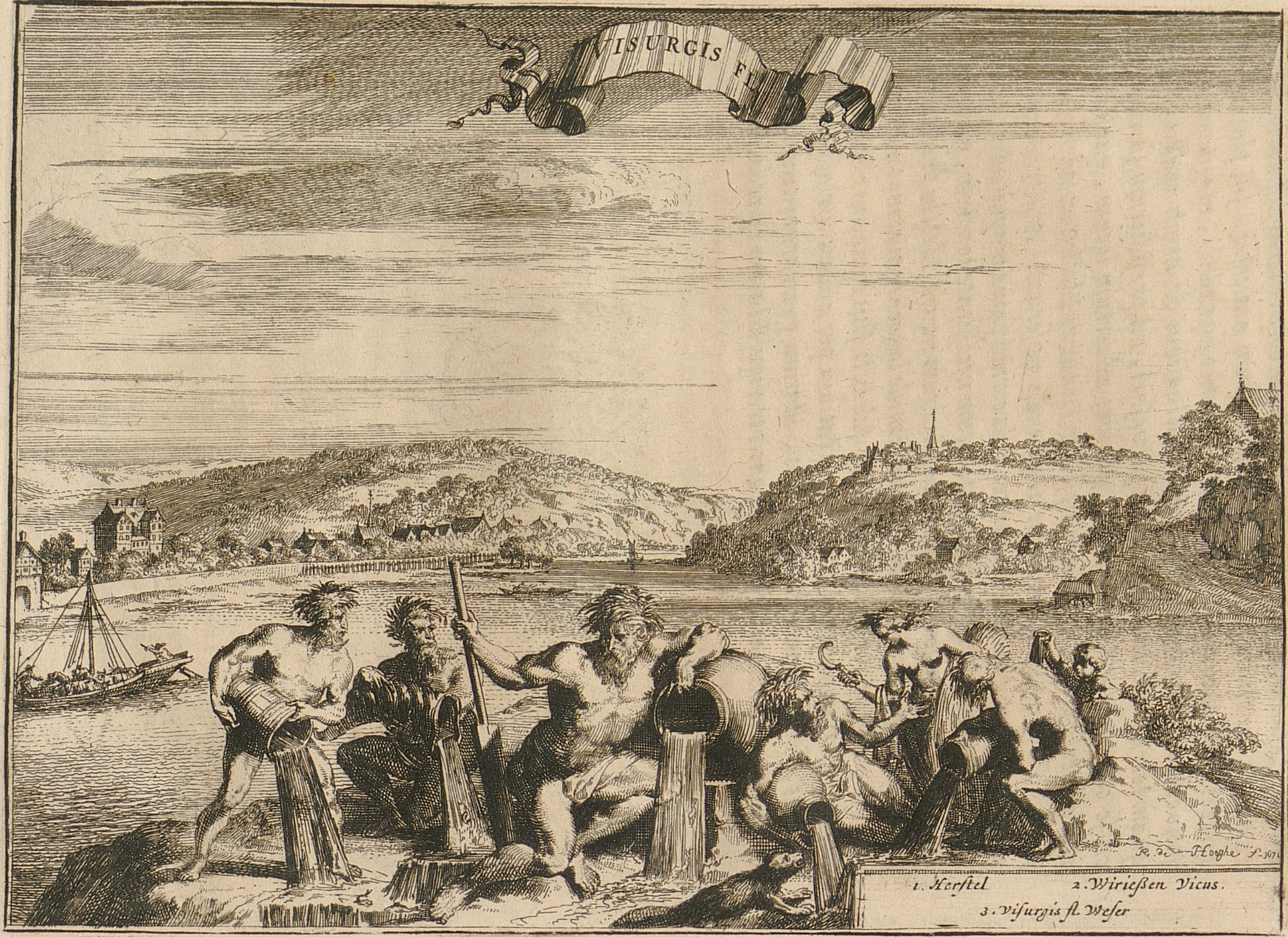
Würgassen (rechts) und Herstelle (links) in den Monumenta Paderbornensia von 1672

Würgassen liegt im östlichen Nordrhein-Westfalen nahe dem Dreiländereck mit Niedersachsen und Hessen im Weserbergland. Es befindet sich rund 3,5 km (Luftlinie) südöstlich der Kernstadt von Beverungen an der Weser und ist neben Lüchtringen der einzige Ort des Kreises Höxter am rechten Ufer der Weser. Gelegen am Südwestrand des Sollings, weswegen es auch den Beinamen „Tor zum Solling“ trägt, breitet es sich an einer alten Weser-Furt direkt westsüdwestlich der eindrucksvollen Hannoverschen Klippen mit dem Weser-Skywalk aus. Jenseits beziehungsweise südlich der Weser liegt der Beverungener Ortsteil Herstelle.

## Geschichte
Erstmals urkundlich im Jahre 944 als „Werigise“ bezeugt, bestand Würgassen aber vermutlich schon zu Zeiten Karls des Großen im Augau. 1698 wurde das Schloss in seiner jetzigen Form fertiggestellt, die Kellergewölbe stammen von einem deutlich älteren Gebäude. Die Herkunft des Ortsnamens hat sicher nichts mit der Überlieferung zu tun, Karl der Große habe die Würgasser wegen eines Rückfalles in heidnische Sitten in den „Gassen erwürgen“ lassen, sondern ist wohl eher mit den Begriffen „Wisura“ (Weser) und „Gisen“ (aufbrodeln) in Verbindung zu bringen. Noch zu Beginn des 20. Jahrhunderts war die Weser bei Würgassen von Felsen durchzogen, die das Wasser unruhig strömen ließen.
Würgassen gehörte bis zu den Napoleonischen Kriegen zum Amt Beverungen im Hochstift Paderborn. Von 1807 bis 1813 gehörte Würgassen zum Königreich Westphalen, in dem die Gemeinde verwaltungstechnisch von Beverungen getrennt und dem Departement der Leine zugeteilt wurde. Dort gehörte Würgassen von 1807 bis 1809 zum Kanton Bodenfelde und von 1809 bis 1813 zum Kanton Nienover. Würgassen kam 1815 zu preußischen Provinz Westfalen und 1816 wurde die Gemeinde dem neuen Kreis Höxter zugeordnet. Dort wurde die Gemeinde Teil des Amtes Beverungen.
Die Einwohner, die nicht in der Landwirtschaft arbeiteten, verdingten sich früher vor allem als Matrosen in der Weserschifffahrt. Seit 1971 waren viele von ihnen im neu erbauten Kernkraftwerk beschäftigt. Das Kernkraftwerk Würgassen (KWW) war ein Siedewasserreaktor der ersten Generation mit einem Kraftwerksblock. Es wurde in Würgassen innerhalb von drei Jahren erbaut, von 1971 bis zum 26. August 1994 betrieben, dann wegen Haarrissen im Stahlmantel des Reaktorkerns heruntergefahren und am 14. April 1997 endgültig stillgelegt. 17 Jahre lang bis 2014 wurde das Kernkraftwerk für mehr als eine Milliarde Euro rückgebaut, entkernt und von radioaktivem Material befreit. Von 455.000 Tonnen Rückbaumasse fielen etwa 5.000 Tonnen radioaktiver Abfall an. Ein Abriss der verbliebenen Gebäude ist noch nicht möglich, weil sich auf dem Gelände ein Zwischenlager für den schwach- und mittelradioaktiven Abfall befindet.
Ein Streit um den genauen Verlauf der Landesgrenze zwischen Preußen und dem Königreich Hannover im Raum Würgassen wurde 1837 durch einen Staatsvertrag beigelegt. Noch heute liegt der Schießstand der Schützenbruderschaft teils auf nordrhein-westfälischem und teils auf niedersächsischem Gebiet.
Am 1. Januar 1970 wurde Würgassen durch das Gesetz zur Neugliederung des Kreises Höxter in die Stadt Beverungen eingegliedert.

## Bauwerke

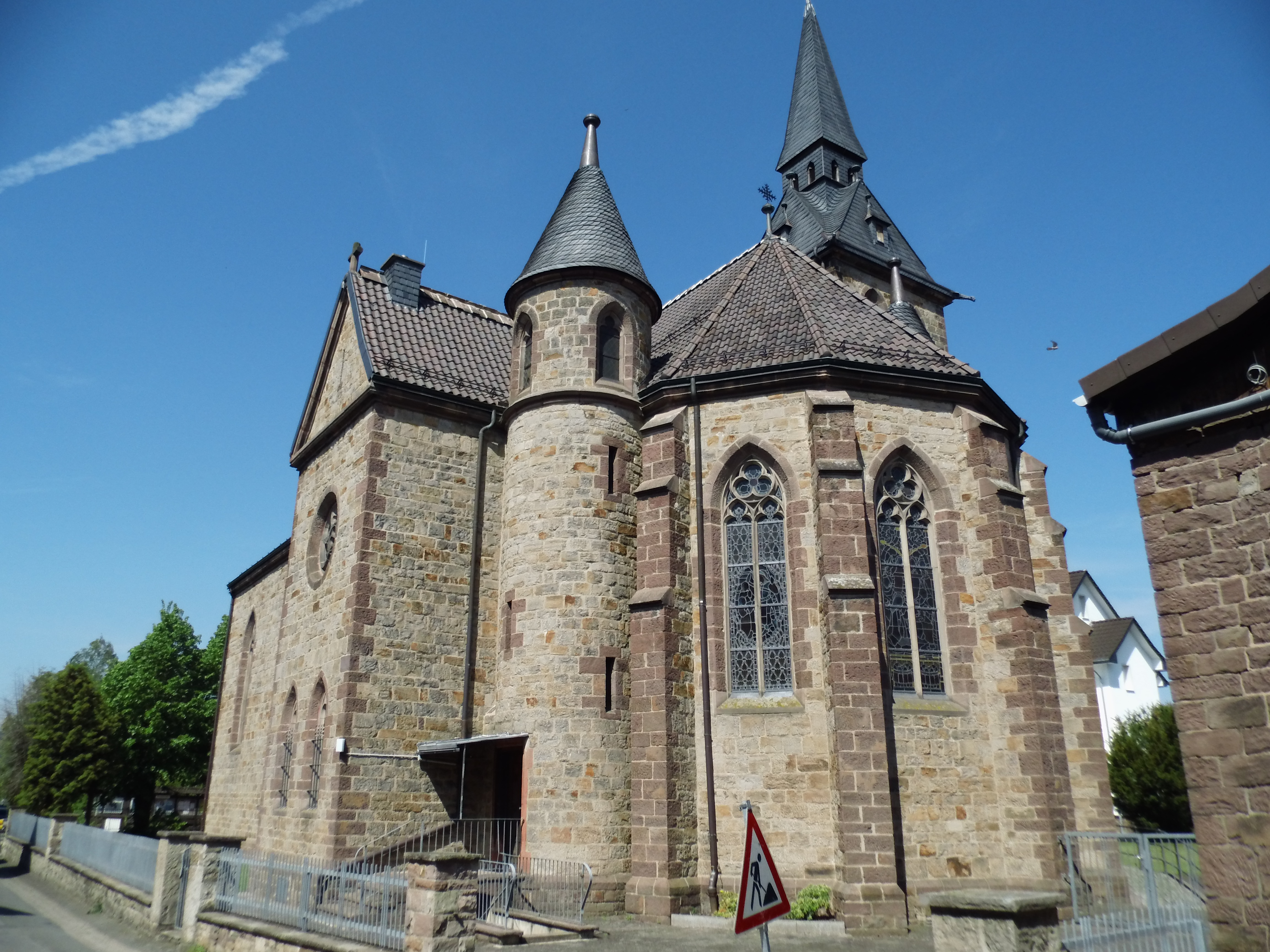
Pfarrkirche St. Michael

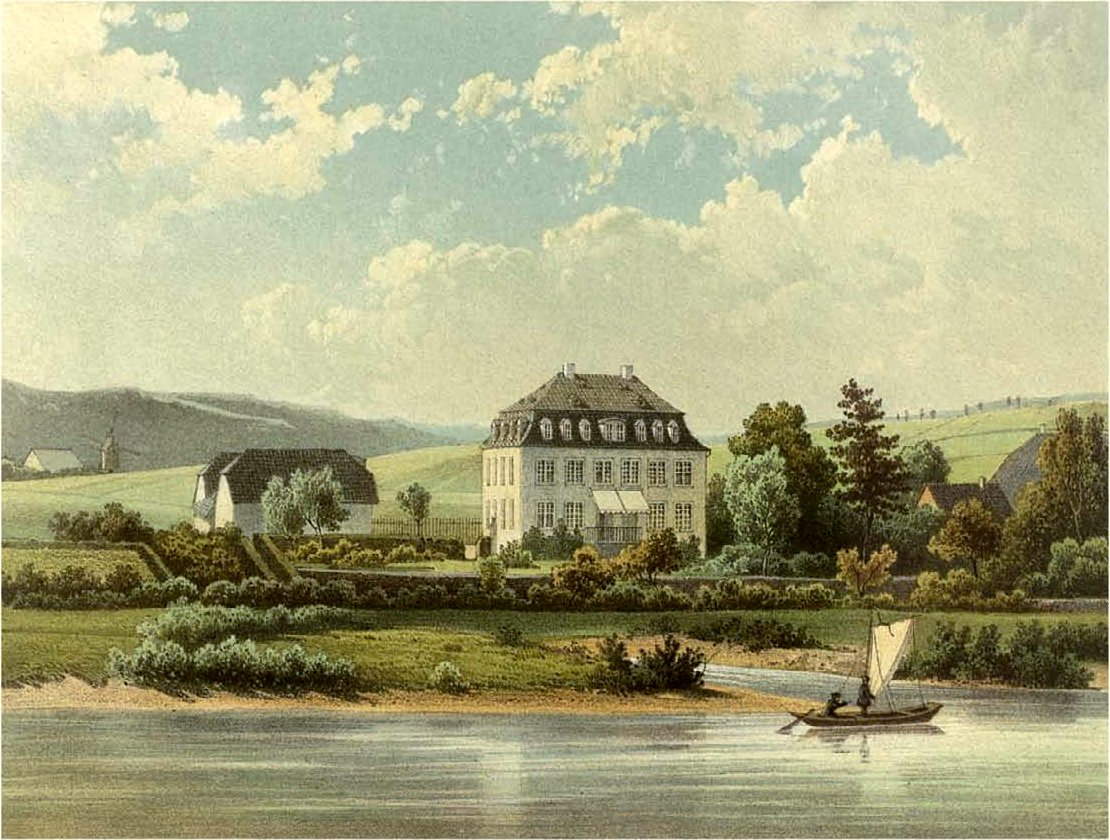
Schloss Würgassen, Lithographie

### St. Michael-Kirche
Als sichtbares Zeichen der Christianisierung wurde bereits zur Zeit Karls des Großen eine Kapelle gebaut. Sie wurde im 15. Jahrhundert verwüstet. Erst 1693 wurde eine neue Kapelle gebaut, die dem Heiligen Michael geweiht wurde. Diese Kapelle verfiel in den  nächsten Jahrzehnten. 1765 wurde sie erneuert. Nachdem die neue Kapelle zu klein  wurde, entstand zwischen 1907 und 1908 die neugotische Kirche.

### Schloss Würgassen
Im Altort Würgassen, direkt an der Weser, befindet sich das Schloss aus dem Jahr 1698, heute ein privat genutzter Gutshof.

### Kernkraftwerk Würgassen
Im Ortsteil Würgassen liegt zurzeit noch das leere Gebäude des ehemaligen Kernkraftwerks Würgassen, dessen Reaktor von 1997 bis 2014 zurückgebaut und von allen radioaktiven Stoffen befreit wurde. Das KKW wurde innerhalb von drei Jahren erbaut und von 1971 bis zum 26. August 1994 betrieben. Bei einer geplanten Revision wurden Haarrisse im Stahlmantel des Reaktorkerns gefunden. Anschließend wurde es stillgelegt und rückgebaut. Im März 2020 wurde bekannt, dass auf dem Gelände in einer Nachnutzung ein zentrales Eingangslager für schwach- und mittelaktive Abfälle für das Endlager Konrad entstehen soll. Das Projekt wurde jedoch vom BMUV im Dezember 2023 wieder abgesagt.

## Wirtschaft und Infrastruktur
In Würgassen sind angesiedelt: Holzverarbeitende Betriebe, Energieerzeugung und -verteilung, kunststoffverarbeitende Betriebe, Landwirtschaft, Bau/Handwerk und Handel.

## Verkehr
Würgassen ist vor allem über die Straße zu erreichen, auch der Weserradweg führt durch den an der Weser gelegenen Stadtteil. Der Öffentlicher Personennahverkehr hat eine Buslinie im Ortsteil. Ein Bahnhof ist erst im benachbarten Lauenförde zu finden.

### Straße
Würgassen liegt an der Bundesstraße 83, die von Bückeburg kommend entlang der Weser nach Bebra führt. Die nächsten Anschlussstellen zu den Bundesautobahnen 7 und 44 sind etwa 40 km entfernt. Entlang der Weser führt der Weserradweg. An den Ort Herstelle ist Würgassen sowohl mit einer Brücke als auch mit einer Weser-Fähre angebunden. Der Anlegepunkt der Fähre befindet sich direkt unterhalb des Hotels Alte Linde.

### Schienen- und Busverkehr
Eine Bahnstation an der Sollingbahn (Kursbuchstrecke 356) liegt im Nachbarort Lauenförde, heißt aber wegen der geringen Entfernung zur Stadt Beverungen Bahnhof Lauenförde-Beverungen. Es besteht eine Anbindung im 2-Stunden-Takt in Richtung Ottbergen und Bodenfelde; von Bodenfelde fährt der Zug entweder nach Northeim oder Göttingen. In Ottbergen besteht Anschluss in Richtung Altenbeken, Paderborn und Holzminden. Bis 1984 hatte Würgassen eine eigene Bahnstation.

### Flughafen
Nächstgelegener Flughafen ist der Flughafen Kassel-Calden.